# Liga Panameña de Fútbol
De Liga Panameña de Fútbol, tot 2009 Asociación Nacional Pro Fútbol (ANAPROF), is de nationale voetbalcompetitie van Panama. Deze competitie wordt sinds 1988 gespeeld.

## Opzet
Jaarlijks strijden tien clubs voor het landskampioenschap. De competitie omvat twee helften met ieder een eigen winnaar, de Apertura (september-december) en de Clausura (januari-april). De opzet van de Apertura en Clausura is gelijk.
Na een reguliere competitie waarin iedere club zowel thuis als uit tegen elke andere club speelt, plaatsen de nummers één tot en met vier zich voor de play-offs die bestaat uit twee halve-finales en een finale. De winnaar van de play-offs duel is de kampioen. De winnaars van de twee seizoenshelften strijden om het uiteindelijke landskampioenschap in de SuperChampionship. De kampioen plaatst zich voor de kwalificatieronde van de CONCACAF Champions Cup, een internationaal clubtoernooi dat vergelijkbaar is met de UEFA Champions League, van het seizoen daarna. De club die tijdens het seizoen (Aperurta en Clausura) de minste punten behaalt degradeert naar de Segunda División en wordt vervangen door de kampioen van de Segunda División.

## Clubs in het seizoen 2014
| Club                   | Plaats        | Stadion                           | Vorig seizoen |
| ---------------------- | ------------- | --------------------------------- | ------------- |
| Alianza FC             | Panama-stad   | Estadio Camping Resort            | 8e            |
| Árabe Unido            | Colón         | Estadio Armando Dely Valdes       | 1e            |
| Chepo                  | Chepo         | Cancha Sintetica Rommel Fernandez | 9e            |
| Chorrillo              | Panama-stad   | Estadio Javier Cruz               | 6e            |
| Independiente FC       | La Chorrera   | Estadio Agustín Sánchez           | –             |
| Plaza Amador           | Panama-stad   | Estadio Javier Cruz               | 3e            |
| Río Abajo FC           | Panama-stad   | Estadio Rommel Fernández          | –             |
| San Francisco          | La Chorrera   | Estadio Agustin Sanchez           | 5e            |
| Sporting San Miguelito | San Miguelito | Estadio Bernardo Gil              | 7e            |
| Tauro FC               | Panama-stad   | Cancha Sintetica Rommel Fernandez | 4e            |

## Winnaars
| Seizoen         | Kampioen         | Nummer 2            |
| --------------- | ---------------- | ------------------- |
| 1988            | Plaza Amador     | San Francisco FC    |
| 1989            | Tauro FC         | San Francisco FC    |
| 1990            | Plaza Amador     | Tauro FC            |
| 1991            | Tauro FC         | Eurokickers FC      |
| 1992            | Plaza Amador     | Sporting '89        |
| 1993            | Eurokickers FC   | Bravos de Projusa   |
| 1994-1995       | San Francisco FC | Tauro FC            |
| 1995-1996       | San Francisco FC | Plaza Amador        |
| 1996-1997       | Tauro FC         | Eurokickers FC      |
| 1997-1998       | Tauro FC         | CD Árabe Unido      |
| 1998-1999       | CD Árabe Unido   | Tauro FC            |
| 1999-2000       | Tauro FC         | Plaza Amador        |
| 2000-2001       | Panamá Viejo FC  | Tauro FC            |
| 2001 (Apertura) | CD Árabe Unido   | San Francisco FC    |
| 2001 (Clausura) | CD Árabe Unido   | Plaza Amador        |
| 2002 (Apertura) | CD Árabe Unido   | Tauro FC            |
| 2002 (Clausura) | Plaza Amador     | Tauro FC            |
| 2003 (Apertura) | Tauro FC         | CD Árabe Unido      |
| 2003 (Clausura) | Tauro FC         | Alianza FC          |
| 2004 (Apertura) | CD Árabe Unido   | Plaza Amador        |
| 2004 (Clausura) | CD Árabe Unido   | San Francisco FC    |
| 2005 (Apertura) | Plaza Amador     | CD Árabe Unido      |
| 2005 (Clausura) | San Francisco FC | Atlético Veragüense |
| 2006 (Apertura) | San Francisco FC | Plaza Amador        |
| 2006 (Clausura) | Tauro FC         | CD Árabe Unido      |
| 2007 (Apertura) | Tauro FC         | San Francisco FC    |
| 2007 (Clausura) | San Francisco FC | CD Árabe Unido      |
| 2008 (Apertura) | San Francisco FC | Tauro FC            |
| 2008 (Clausura) | CD Árabe Unido   | Tauro FC            |
| 2009 (Apertura) | San Francisco FC | Chorrillo FC        |
| 2009 (Clausura) | CD Árabe Unido   | Tauro FC            |
| 2010 (Apertura) | Tauro FC         | San Francisco FC    |
| 2010 (Clausura) | CD Árabe Unido   | San Francisco FC    |
| 2011 (Apertura) | Chorrillo FC     | Plaza Amador        |
| 2011 (Clausura) | San Francisco FC | Chorrillo FC        |
| 2012 (Apertura) | CD Árabe Unido   | Chepo FC            |
| 2012 (Clausura) | Tauro FC         | Chepo FC            |
| 2013 (Apertura) | Tauro FC         | San Francisco FC    |
| 2013 (Clausura) | Sporting '89     | San Francisco FC    |